# Gorynychus masyutinae
Gorynychus masyutinae — вид терапсид, що існував у пермському періоді, 265—252 млн років тому.

## Скам'янілості
Скам'янілі рештки терапсиди знайдені у 2018 році у відкладеннях Урпаловської формації у місті Котельнич Кіровської області Російської Федерації. Було виявлено частковий скелет з добре збереженим черепом. Череп сягає розмірів черепа сучасного вовка. Ймовірно, Gorynychus був одним з найбільших наземних хижаків свого часу.

## Назва
Рід Gorynychus названий на честь персонажа російського фольклору Змія Горинича. Вид G. masyutinae названо на честь співавтора опису таксона російського палеонтолога Володимира Масютіна.